# Szerednyei vár
A szerednyei vár különleges helyet foglal el Kárpátalja műemlékei között. A legősibb középkori típusú várak közé tartozik, romos állapotában is megőrizte régi jellegét. Szerednye Ungvár és Munkács között félúton, a szőlővel beültetett dombok között terül el.

## Története
A szerednyei várat valószínűleg a templomos lovagrend építette a 13. század elején. A lovagrend feloszlatása után a Szatmár megyei jánki pálos kolostor szerzetesei vették azt birtokukba. Később az ungvári vár urainak birtokába került. Egy legenda szerint egykor földalatti alagút kötötte össze az ungvári várral. 1526-ban a Dobó család birtoka. A vár falai között halt meg Dobó István, Eger hős védője. A 17. században a Rákóczi-család birtokába kerül a vár. A vár a 18. század elejéig működött, fontos szerepet töltött be az Ungvárt Lemberggel összekötő kereskedelmi út védelmében. Később elvesztette jelentőségét, építményei a Rákóczi-szabadságharc után romlásnak indultak, újjáépítésükre már nem került sor.

## Külső hivatkozások
- Karpataljai-var.lap.hu – Linkgyűjtemény
- Várak Magyarországon